# 泖港大桥
泖港大桥位于上海市松江区泖港镇东侧，为叶新公路上跨大泖港的一座大跨径预应力斜拉桥。

泖港大桥桥长391.8米，跨径200米，桥宽12米，设双向两条机动车道，两座桥塔高52米（桥面以上高44米），由上海市基础工程公司负责建造，大桥于1978年4月开始施工建造，1982年6月建成通车，为上海第一座斜拉桥。2018年4月，新建泖港大桥新桥。新桥北半幅于2020年8月30日通车，而后老桥于2021年9月22日启动拆除工作，并于2021年1月拆除完成。南半幅暨全线于2021年6月25日通车。

## 过桥交通
莲浜专线、松江27路、松江72路。